# Epacanthion brevispiculum
Epacanthion brevispiculum is een rondwormensoort uit de familie van de Thoracostomopsidae. De wetenschappelijke naam van de soort is voor het eerst geldig gepubliceerd in 1956 door Mawson.